# Charleston Lake Provincial Park
Charleston Lake Provincial Park är en park i Kanada.   Den ligger i provinsen Ontario, i den sydöstra delen av landet, 100 km söder om huvudstaden Ottawa. Charleston Lake Provincial Park ligger 141 meter över havet. Den ligger vid sjöarna  Charleston Lake och Mud Lake.
Terrängen runt Charleston Lake Provincial Park är huvudsakligen platt. Charleston Lake Provincial Park ligger uppe på en höjd. Runt Charleston Lake Provincial Park är det glesbefolkat, med 12 invånare per kvadratkilometer.. 
Omgivningarna runt Charleston Lake Provincial Park är en mosaik av jordbruksmark och naturlig växtlighet.